# Бичівська сільська рада
| Бичівська сільська рада — колишня адміністративно-територіальна одиниця та орган місцевого самоврядування у Терешпільському, Остропільському й Любарському районах Вінницької, Бердичівської округ, Вінницької, Кам'янець-Подільської і Житомирської областей УРСР та України з адміністративним центром у с. Бичева. Сільській раді були підпорядковані населені пункти: - с. Бичева - с. Рогізна |

## Населення
Відповідно до перепису населення СРСР, станом на 17 грудня 1926 року, чисельність населення ради становила 1 785 осіб, з них, за статтю: чоловіків — 851, жінок — 934; етнічний склад: українців — 1 935, євреїв — 1, поляків — 7, чехів — 5. Кількість господарств — 403, з них, несільського типу — 3.
Відповідно до результатів перепису населення 1989 року, кількість населення ради, станом на 1 грудня 1989 року, складала 1108 осіб.
Станом на 5 грудня 2001 року, відповідно до перепису населення України, кількість мешканців сільської ради складала 965 осіб.

## Склад ради
Рада складалась з 14 депутатів та голови.

## Керівний склад сільської ради
| ПІБ                      | Основні відомості                                                 | Дата обрання | Дата звільнення |
| ------------------------ | ----------------------------------------------------------------- | ------------ | --------------- |
| Чус Олександр Васильович | Сільський голова, 1967 року народження, освіта, безпартійний      | 26.03.2006   | 31.10.2010      |
| Чус Олександр Васильович | Сільський голова, 1967 року народження, освіта вища, безпартійний | 31.10.2010   |                 |

Примітка: таблиця складена за даними джерела

## Історія
Утворена 1923 року в с. Бичева Терешпільської волості Літинського повіту Подільської губернії.
Станом на 1 вересня 1946 року сільська рада входила до складу Остропільського району Кам'янець-Подільської області, на обліку в раді перебувало с. Бичева. Після 1946 року була ліквідована.
Відновлена 5 липня 1965 року в складі Любарського району з селами Бичева та Рогізна Великоволицької сільської ради у складі.
Станом на 1 січня 1972 року сільська рада входила до складу Любарський району Житомирської області, на обліку в раді перебували села Бичева та Рогізна.
Припинила існування 20 листопада 2017 року через об'єднання до складу новоствореної Любарської селищної територіальної громади Любарського району Житомирської області.
Входила до складу Терешпільського (7.03.1923 р.), Любарського (17.06.1925 р., 5.07.1965 р.) та Остропільського (13.02.1935 р.) районів.